# Pidhaiți, Mlîniv
Pidhaiți (în ucraineană Підгайці) este localitatea de reședință a comunei Pidhaiți din raionul Mlîniv, regiunea Rivne, Ucraina.

## Demografie
Componența lingvistică a localității Pidhaiți
     Ucraineană (99,12%)
     Alte limbi (0,63%)
Conform recensământului din 2001, majoritatea populației localității Pidhaiți era vorbitoare de ucraineană (99,12%), existând în minoritate și vorbitori de alte limbi.